# Elsebeck
Elsebeck ist ein Ortsteil der Gemeinde Calvörde im Landkreis Börde in Sachsen-Anhalt.

## Geografie
Elsebeck liegt ca. 5 km nördlich von Calvörde am Rande des Naturparks Drömling und der Altmark.
Es ist der nördlichste Ortsteil der Gemeinde Calvörde. Elsebeck liegt östlich der Ohre und ist landwirtschaftlich durch Grünland, Acker und Mischwald geprägt.

## Geschichte

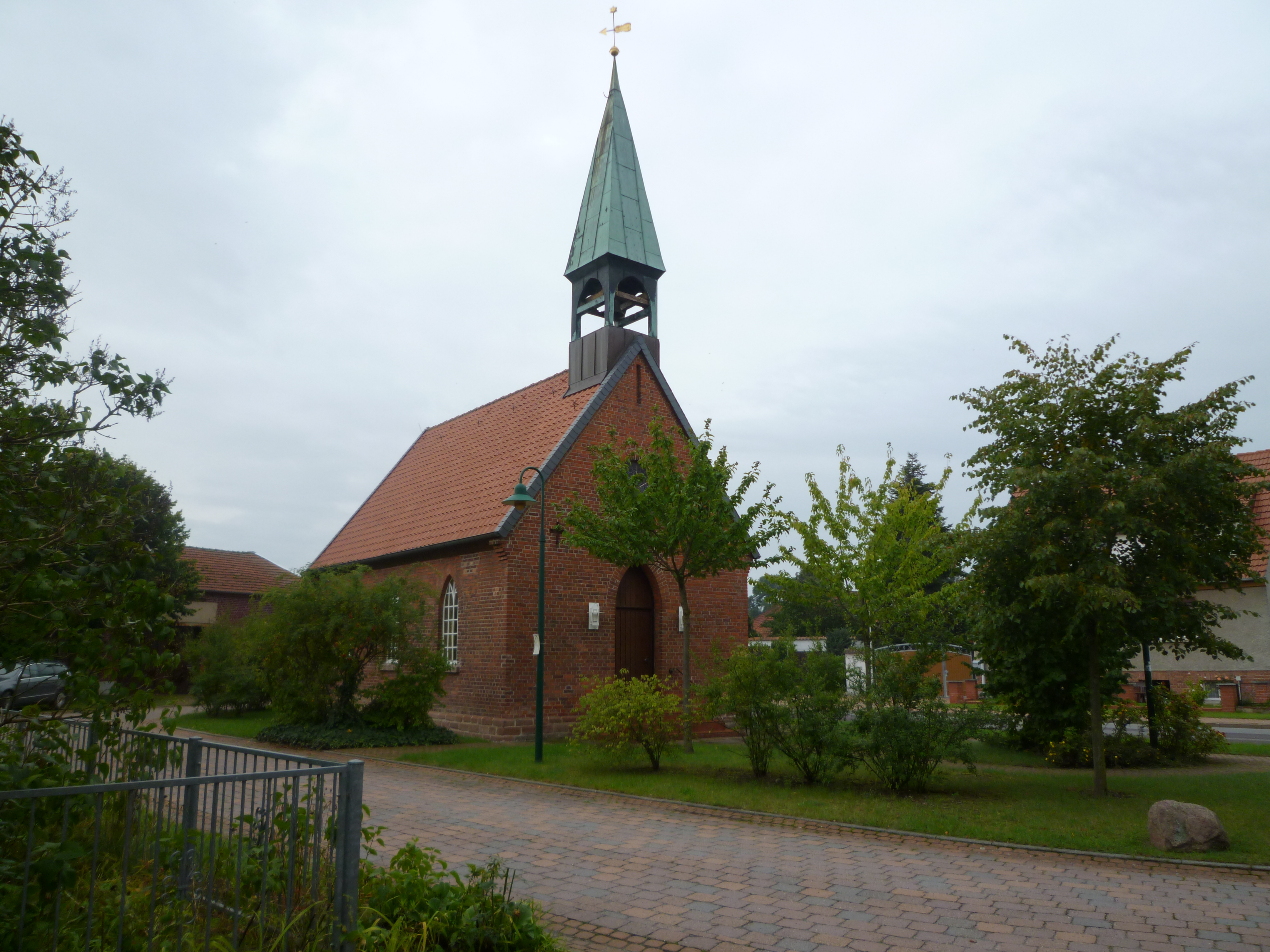
Dorfkirche in Elsebeck

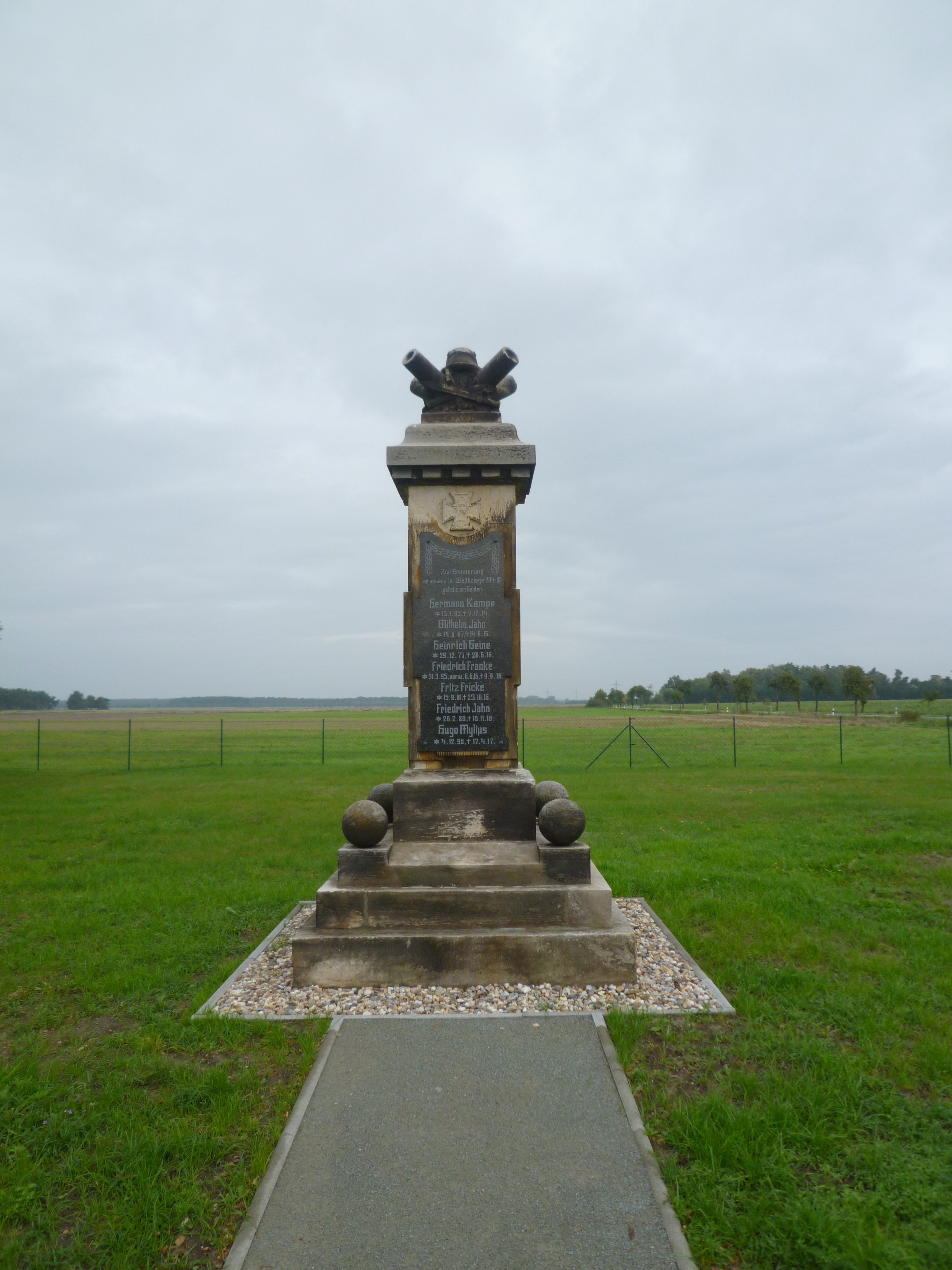
Kriegerdenkmal in Elsebeck

Historisch ist Elsebeck mit den Flecken Calvörde verbunden als Exklave des Fürstentums Braunschweig-Wolfenbüttel. Elsebeck wird 1539 erstmals urkundlich erwähnt. Aus der Literatur ist zu entnehmen, dass der Ort um 1510 zur Burg Calvörde gehörte und seit 1594 zum Kirchenspiel Calvörde zugehörig ist. Im Jahr 1760 wurde eine kleine Kapelle für Betstunden und Kinderlehre erbaut. Diese wird auch heute noch genutzt.
Elsebeck wurde am 1. Juli 1950 nach Berenbrock eingemeindet. Im Jahr 2006 wurden umfangreiche Straßenumbenennungen durchgeführt. Die Hausnummern wurden ebenfalls geändert. Am 1. Januar 2010 schlossen sich die Gemeinden Berenbrock (mit Elsebeck und Lössewitz), Dorst, Grauingen, Klüden, Mannhausen, Velsdorf, Wegenstedt und Zobbenitz mit dem Flecken Calvörde zur neuen Gemeinde Calvörde zusammen.

### Historische Flurnamen
Auf dem Gebiet von Elsebeck gibt es eine Vielzahl historischer Flurnamen, zum Beispiel: Die neuen Ackerstücken, Die Lookstücken, Die Gurken, Vor dem Strauckl, In den Fünstücke, Der Langhagen I und II, Am Sand-Förd, Die Masch I und II sowie Hohenwiesen.

## Wirtschaft und Infrastruktur

### Verkehrsanbindung
Zur Bundesstraße 71, die Bremerhaven und Magdeburg verbindet, sind es ca. 13 km.
Elsebeck liegt an der L 25.

## Kultur und Sehenswürdigkeiten

### Bauwerke
- Dorfkirche Elsebeck, diese gehört zum Kirchspiel Calvörde

### Sehenswürdigkeiten
- Dazu zählt das Kriegerdenkmal in Elsebeck